# AN/ASQ-213

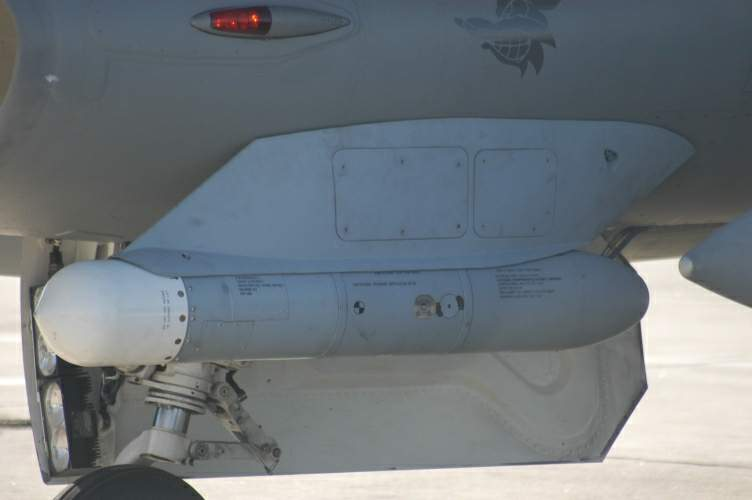
Système de ciblage AN/ASQ-213 HTS

Le système de ciblage AN/ASQ-213 HTS (HARM Targeting System) est une nacelle de ciblage destinée à l'avion de combat F-16 américain.
Elle peut être montée sur le flanc du fuselage et permet à l'avion de suivre l'emplacement des systèmes radar hostiles.
Son utilisation s'inscrit dans la destruction des défenses aériennes hostiles, par le biais d'armes air-sol, telles que l'AGM-88 HARM.
Cette nacelle est construite par Raytheon. Elle a été conçue pour l'armée des États-Unis, pour faciliter les missions de suppression des défenses aériennes hostiles (Suppression of Enemy Air Defences (en)).